# Ангасяковский сельсовет
Ангасяковский сельсовет (баш. Эңгәсәк ауыл советы) — муниципальное образование Дюртюлинском районе Республики Башкортостан Российской Федерации. Административный центр — село Ангасяк.

## География
Граничит на северо-западе с Черлаковским сельским советом, на севере — с Калтасинским районом, на востоке — Маядыковским сельским советом, на юге — Такарликовским сельским советом, на юго-западе — Исмаиловским сельским советом, на западе — Илишевским районом.

## История
Образован в 1918 из населённых пунктов Калмыковской волости.
В 1930‑е гг. действовали Мари‑Ангасякский и Русско‑Ангасякский сельские советы.
Согласно «Закону о границах, статусе и административных центрах муниципальных образований в Республике Башкортостан» имеет статус сельского поселения.

### Председатели
Н. Ф. Бигаев (в 1961–63), А. К. Десяткин (в 1970–77 и  1982–85), У. С. Саитов (с 1977), Х. С. Газизов (в февр.–авг. 1980 и 1985–87), Н. М. Нурисламов (в 1980–82, 1994–95 и 2000–05), Н. П. Юминов (в 1987–89 и 1990–91), В. Б. Салимьянов (в 1989–90), Н. Н. Аслямов (в февр.–авг. 1990), А. И. Дуршев (с 1991), А. И. Фатхлисламов (с 1992), Р. А. Низамутдинов (в 1995–2000 и 2005–07), Н. Л. Изосимова (с 2008), Н. К. Камильянов (с 2012).

## Население
| 2002  | 2009  | 2010  | 2012  | 2013  | 2014  | 2015  |
| ----- | ----- | ----- | ----- | ----- | ----- | ----- |
| 2197  | ↘2184 | ↘2097 | ↘2092 | ↘2075 | ↗2079 | ↘2008 |
| 2016  | 2017  |       |       |       |       |       |
| ↘1951 | ↘1900 |       |       |       |       |       |

## Состав сельского поселения
| № | Населённый пункт | Тип населённого пункта       | Население |
| - | ---------------- | ---------------------------- | --------- |
| 1 | Ангасяк          | село, административный центр | ↘1850     |
| 2 | Веялочная        | деревня                      | →189      |
| 3 | Тарасовка        | деревня                      | ↘55       |
| 4 | Уяды             | деревня                      | ↘3        |

### Упразднённые населённые пункты
д. Первый опыт, с. Мари-Ангасяк, кордоны Сукуловка, Юрмаш, Кордон № 9, Кордон № 10, п. Елановка, Кирзавода посёлок, п. Коллектив, Лесозавода местпрома посёлок, Мельницы № 6 посёлок, Промартели «Победитель» посёлок.

## Инфраструктура
Ангасяковская средняя школа, детский сад “Аленький цветочек”, Ангасяковский дом культуры, Ангасяковская модельная библиотека, Ангасяковская участковая больница, ФАП, клуб, мечеть, церковь